# Eskameca y Tenorí
Eskameca y Tenorí son dos personajes de una antigua leyenda costarricense que explica el origen del nombre del volcán Tenorio, ubicado en la provincia de Guanacaste. Según esta leyenda, en los tiempos precolombinos, existía en las faldas de este volcán, cerca del Cerro de los Cascabeles, una laguna en la cual habitaba un terrible monstruo que asolaba la región y atormentaba a los indígenas chorotegas, que tomaban de este cerro una sustancia color carmesí, con la que pintaban sus vasijas de cerámica. Cierta vez, Eskameca, una belleza nativa, fue atacada por el monstruo mientras se bañaba en la laguna. Al saberlo su prometido, el valiente Tenorí, de la tribu de Avancari, fue a cazar a la bestia en compañía de otros guerreros, que lo fueron abandonando aterrorizados conforme esperaban la aparición de la criatura. Esta finalmente apareció y Tenorí la atacó con flechas cuyas puntas había sumergido en veneno de serpiente, persiguiéndolo hasta el agua con tal de que no escapara. Finalmente, el monstruo nunca volvió a ser visto, pero tampoco se supo cuál fue el destino de Tenorí, por lo que Eskameca, esperando a la orilla de la laguna, terminó por consumirse de pena, quedando solamente el recuerdo de la hazaña de su amado en el nombre del volcán Tenorio. El corolario de la leyenda dice que por las tardes, en los bosques que rodean al volcán, se pueden observar una garza rosada y un galán sin ventura que alzan vuelo para ir a perderse en la cima de la montaña.